# Hunold von Plettenberg-Oevinghausen
Hunold Freiherr von Plettenberg-Oevinghausen, auch Plettenberg auf Oevinghausen (* 7. Juni 1858 auf Gut Oevinghausen; † 22. September 1925 ebenda) war ein preußischer Generalmajor.

## Leben
Er entstammt dem westfälischen Uradelsgeschlecht von Plettenberg. Seine Eltern waren Wilhelm Freiherr von Plettenberg-Heeren (1804–1870) und dessen zweiter Ehefrau Adelheid, geborene Freiin von Nordeck (1827–1866). Im Alter von knapp 50 Jahren heiratete er am 21. Oktober 1907 in Karlsruhe die 28-jährige Elisabeth Baronesse von Ochs (1879–1962), eine Enkeltochter von August von Nathusius. Die Ehe blieb kinderlos.
Plettenberg diente als Leutnant im Westfälischen Ulanen-Regiment Nr. 5 der Preußischen Armee in Düsseldorf. Als Oberstleutnant bzw. Oberst befehligte er vom 20. April 1910 bis zum 17. April 1913 das 2. Badische Dragoner-Regiment Nr. 21 in Bruchsal. Anschließend wurde Plettenberg in Genehmigung seines Abschiedsgesuches mit der gesetzlichen Pension zur Disposition gestellt. Während des Ersten Weltkriegs erfolgte als z.D.-Offizier seine Wiederverwendung und er fungierte als Etappenkommandeur 300.
Er starb in Oevinghausen und wurde auf dem Familienfriedhof der Plettenbergs in Heeren bei Kamen beigesetzt. Das Rittergut Oevinghausen wurde nach dem Tod seiner Frau der Bethel-Stiftung vermacht.